# BRDM-1
BRDM-1（ロシア語: БРДМ-1）は、ソビエト連邦製の水陸両用型装甲偵察車両である。
（БРДМ）とは「装甲偵察哨戒車」（Бронированная разведывательно-дозорная машина）の略である。

## 概要
1954年よりゴーリキー自動車工場（GAZ）によって開発され、1957年に制式採用された。約10,000両が生産され、ソビエト連邦軍では1966年までに後継のBRDM-2に更新されたが、二線級部隊などでは1970年代を通じて現役で用いられており、現在でもいくつかの国で600両ほどが現役で使用されている。
なお、制式名称が"BRDM-1"とされたのは後継のBRDM-2が採用されたためで、BRDM-2の制式化までは単にBRDM（БРДМ）と呼ばれており、BRDMといえばこの車両のことであった。また、BRDMの基本構造の一部はBTR-40の車体構造をもとに開発されているため、当初はBTR-40Pと呼称されていた。

## 構造
舟体形の車体を持ち、車体前部の収納式波切板と後部のウォータージェット式推進装置により水上航行が可能である。特徴的な構造としては、前後主輪の間に必要に応じて下ろして使用する4つの補助輪がある。普段は収納されているが、軟弱な地盤など悪路を走行する際に下ろしてチェーンで駆動する事により走破能力を向上できる。
他のソ連製の装輪装甲車と同じく、タイヤの空気圧を車内から調節できる。オプションに夜間暗視装置がある。

## バリエーション
BRDM-1 1957
初期生産型。オープントップ式の戦闘室を持ち、屋根がない。ごく少数が配備された。当初の名称はBTR-40P。
BRDM-1 1958
1957型の改良型。密閉式戦闘室に変更された。当初の名称はBTR-40PA。
BRDM-1 1959
1958型の改良型。機関銃用の単装銃架が戦闘室前部に装備された。銃架は1958型にも追加で装備されている。
BRDM-1 1960
1959型の改良型。単装銃架が前面1基に加え戦闘室の左右にも装備された。1958/1959型の大半も同様の改装を受けており、BRDM-1としては最も一般的な形式である。
BRDM-1U
無線装備が強化された戦闘指揮車両。
BRDM-RKh
NBC検出車。全ての作業を車内で行うことができる。車外にある3つの箱形の構造物が特徴。
2P27
3連装の3M6 シュメーリ（AT-1 スナッパー）対戦車ミサイル発射機2K16を搭載した対戦車車両。発射機は昇降式で収納が可能。
2P32
2P27と同じく、昇降式で収納可能な4連装9M17 ファラーンガ（AT-2 スワッター）対戦車ミサイル発射機2K8を搭載した対戦車車両。発展型に、2K8 ファラーンガ-M発射機を搭載した2P32Mがある。
9P110
2P27/2P32と同じく、昇降式で収納可能な6連装9M14 マリュートカ（AT-3 サガー）対戦車ミサイル発射機9K14Mを搭載した対戦車車両。
車外上部にDShKM 12.7mm重機関銃を搭載したものもある。
※2P27/2P32/9P110の各車は、いずれも西側では「BRDM-1 ATGW」と呼称された。

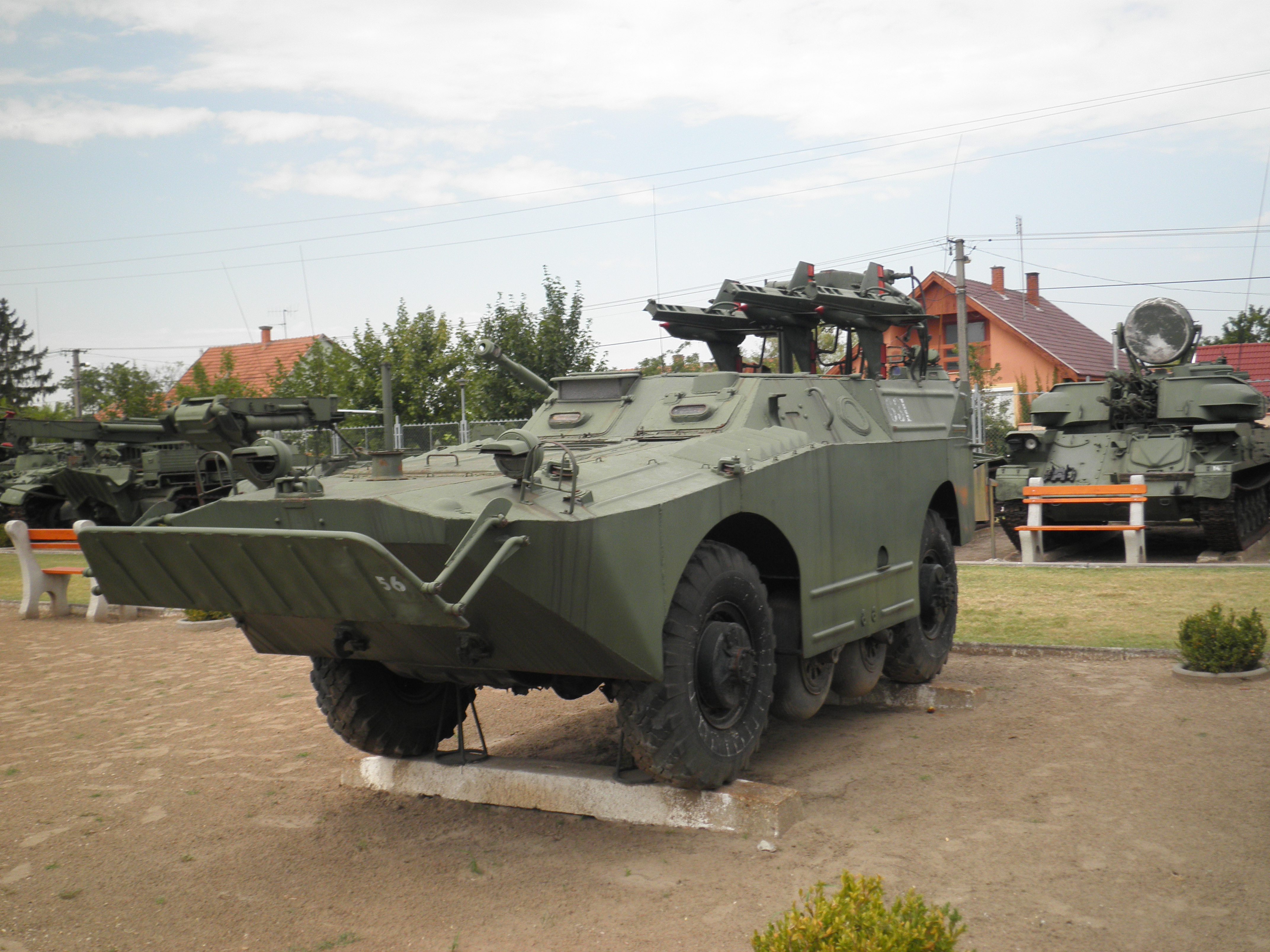
2P27
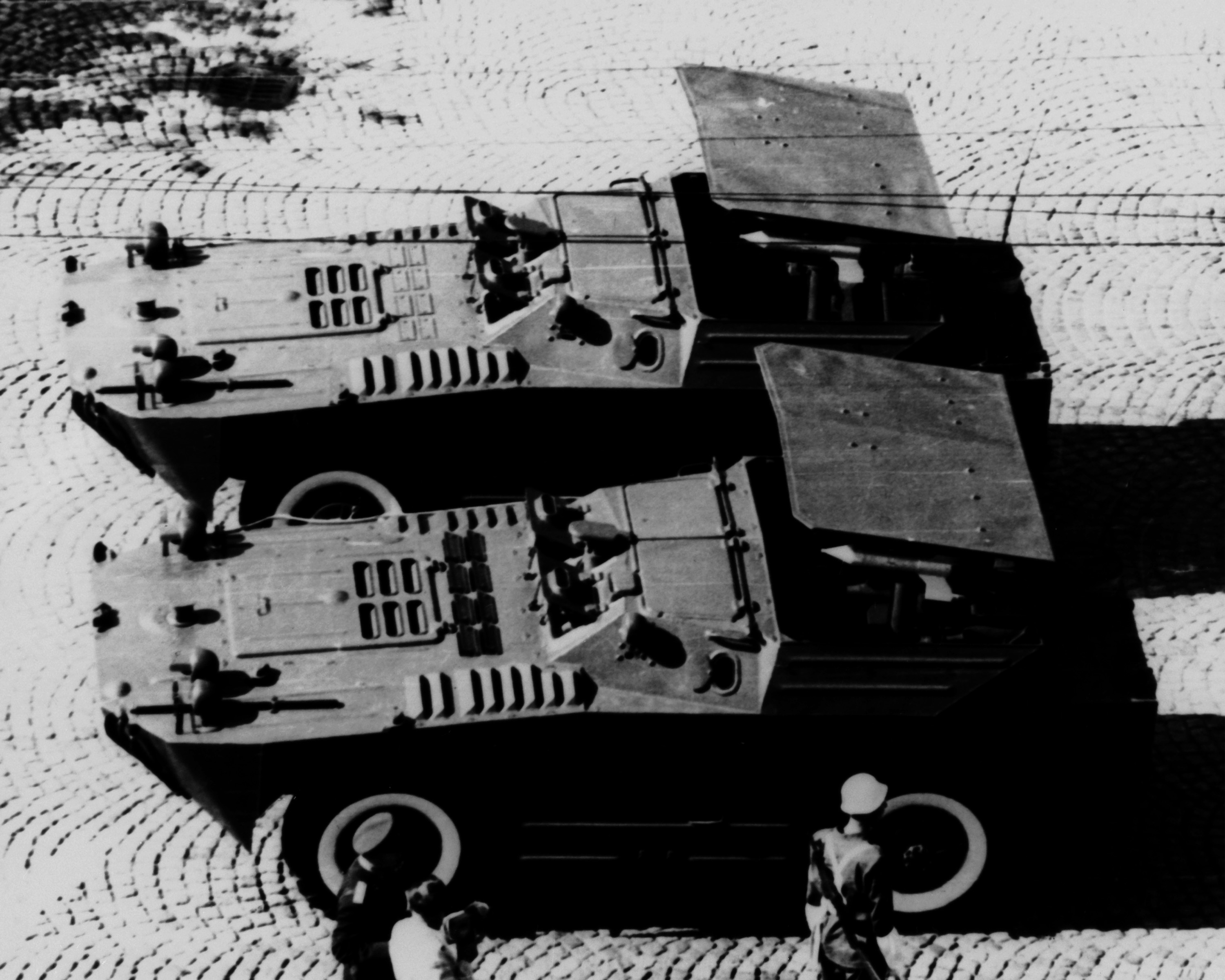
9P110

## 採用国
- アフガニスタン
- アルバニア
- アルジェリア
- アンゴラ
- ベラルーシ
- ベナン
- カーボベルデ
- 中央アフリカ
- チャド
- キューバ
- コンゴ民主共和国（旧ザイール）
- ジブチ
- エジプト
- 赤道ギニア
- エリトリア
- エチオピア
- ギニア
- ハンガリー
- インドネシア

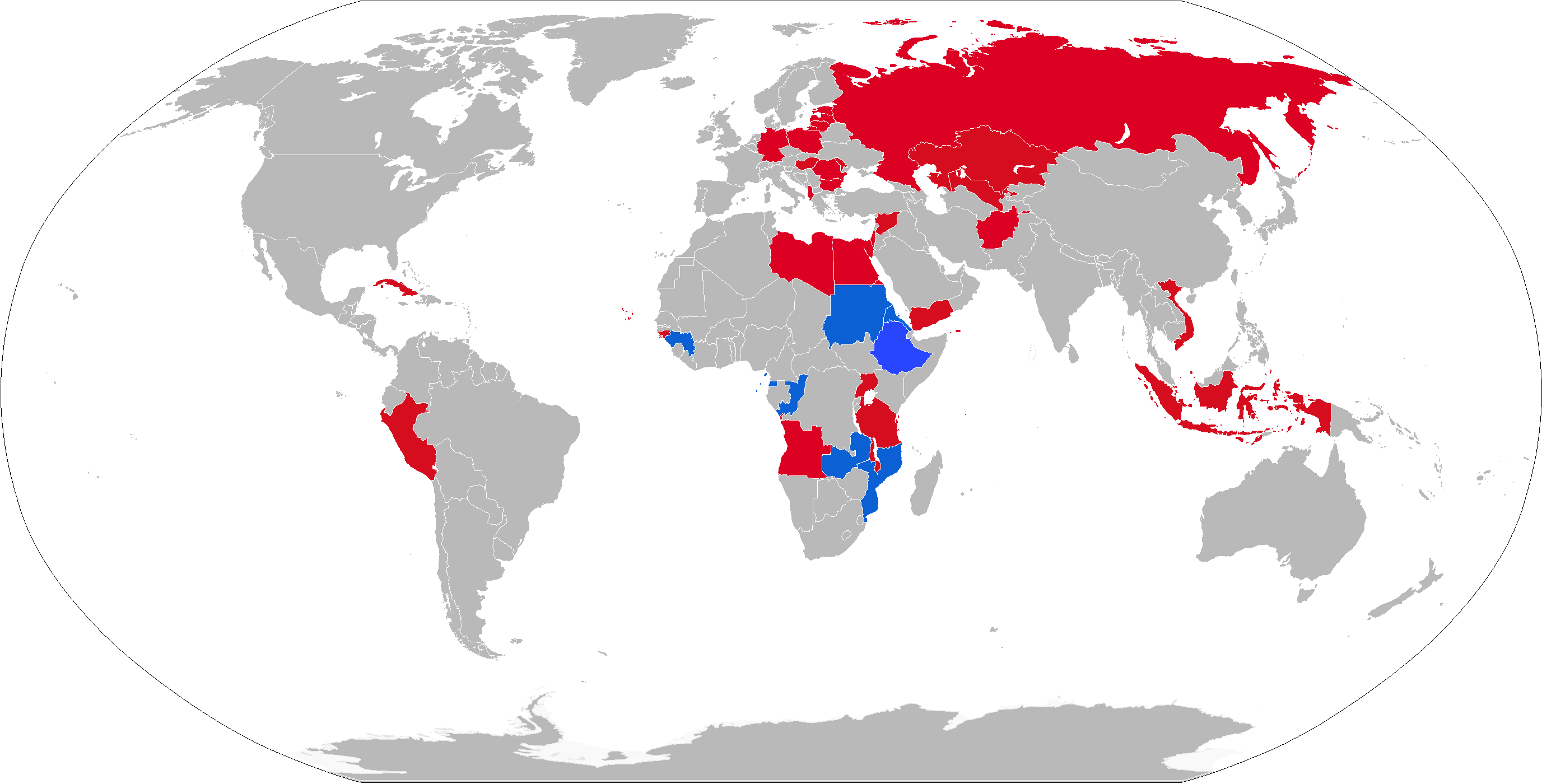
BRDM-1の運用国
青は現役運用国、赤は以前運用していた国

- イスラエル（エジプトやシリアから鹵獲）
- リビア
- マダガスカル
- マラウイ
- マリ
- モーリタニア
- モンゴル
- モロッコ
- モザンビーク
- ニカラグア
- ペルー
- ルーマニア
- サントメ・プリンシペ
- セーシェル
- ソマリア
- スーダン
- シリア
- タンザニア
- ウクライナ
- ウガンダ
- ベトナム
- イエメン
- ザンビア
- ジンバブエ

### 退役国
- ブルガリア
- チェコスロバキア
- 東ドイツ
- イラク
- 北ベトナム
- ポーランド
- セルビア
- ソビエト連邦
- ユーゴスラビア